# No Life ’til Leather
No Life ’til Leather — широко распространённая демо-кассета группы Metallica 1982 года.

## Об альбоме
Все треки являются ранними записями песен, которые позже появятся в дебютном альбоме группы Kill ’Em All. Название происходит от первой строки песни «Hit the Lights».
Демо-кассета дважды переиздавалась. Все копии первого издания (под названием Metallica: Bay Area Thrashers) были изъяты из магазинов. Второе издание — Metallica: In the Beginning… Live — ничем не отличалось от Metallica: Bay Area Thrashers.

## Список композиций
| №                   | Название            | Длительность |
| ------------------- | ------------------- | ------------ |
| 1.                  | «Hit the Lights»    | 4:18         |
| 2.                  | «The Mechanix»      | 4:28         |
| 3.                  | «Motorbreath»       | 3:18         |
| 4.                  | «Seek & Destroy»    | 4:55         |
| 5.                  | «Metal Militia»     | 5:17         |
| 6.                  | «Jump in the Fire»  | 3:51         |
| 7.                  | «Phantom Lord»      | 3:33         |
| Общая длительность: | Общая длительность: | 29:41        |

## Участники записи
- Джеймс Хэтфилд — ритм-гитара, вокал
- Ларс Ульрих — барабаны
- Дэйв Мастейн — соло-гитара, бэк-вокал
- Рон Макговни — бас-гитара